# Битва за Сирт (2015)
Битва за Сирт — часть противостояния между непризнанным правительством Ливии и ИГ. Силы ИГ присутствовали в городе с февраля 2015 года после падения города Нофалия. После этого правительство в Триполи решило отправить подкрепление, чтобы защитить город.

## Ход событий
Сражение началось 14 марта 2015 года в городе между силами Исламского государства и Вооружёнными силами Ливии.
18 марта гражданин Туниса, командующий Ахмед аль-Руисси, был убит около Сирта во время сражения. В тот же день, 12 солдат правительства Триполи были уничтожены во время борьбы против исламистов.
25 марта террористы ИГ напали на контрольно-пропускной пункт бригады 166 в 15 километрах к западу от Сирта, погибли пять милиционеров.
20 мая террористы ИГ снова напали на бригаду 166 близ Сирта, 23 террориста и один солдат погибли.
Поздно вечером 28 мая террористы ИГ захватили почти разрушенную авиабазу Гардабия на юге Сирта.
31 мая силы Рассвета Ливии ушли со своих позиций в районе города Сирта после захвата ИГ территорий на востоке, юге и западе города. Как сообщается, Рассвет Ливии отступил на 12 миль к западу от Сирта.